# Benim nos Jogos Olímpicos de Verão de 1984
O Benim competiu nos Jogos Olímpicos de Verão de 1984 em Los Angeles, Estados Unidos.

## Resultados por Evento

### Boxe
Peso Galo (54 kg)
- Firmin Abissi
  1. Primeira Rodada — Bye
  2. Segunda Rodada — Perdeu para Barbar Ali Khan (Paquistão), 0-5